# Pulau Morotai
Pulau Morotai (deutsch Insel Morotai) ist ein indonesischer Regierungsbezirk (Kabupaten) in der indonesischen Provinz Maluku Utara. Mitte 2022 leben hier 78.304 Menschen. Regierungssitz ist Daruba im Süden der Insel.

## Geographie
Der Regierungsbezirk (Kabupaten) besteht aus der Insel Morotai und 31 weiteren Inseln im äußersten Norden der Provinz Maluku Utara. Der Kabupaten erstreckt sich zwischen
2°00′ und 2°0′ s. Br. sowie zwischen 128°15′ und 129°08′ ö. L. Der Küstenlinie des Pazifischen Ozeans bildet die nördliche Grenze, im Osten und Süden grenzt die Halmaherasee (indonesisch Laut Halmahera) und im Westen die Morotaistraße (indonesisch Selat Morotai).

## Verwaltungsgliederung
Der Regierungsbezirk Pulau Morotai gliedert sich in sechs Distrikte (Kecamatan) mit 88 Dörfern (Desa).
| Code 1   | Kecamatan Distrikt    | Ibu Kota Verwaltungssitz | Fläche (km²) | Einwohner Census 2010 2 | Volkszählung 2020 | Volkszählung 2020 | Volkszählung 2020 | Anzahl der Dörfer (Desa) | Anzahl der Dörfer (Desa) |
| Code 1   | Kecamatan Distrikt    | Ibu Kota Verwaltungssitz | Fläche (km²) | Einwohner Census 2010 2 | Einwohner 3       | 0Dichte 40        | Sex Ratio 5       | Anzahl der Dörfer (Desa) | Anzahl der Dörfer (Desa) |
| -------- | --------------------- | ------------------------ | ------------ | ----------------------- | ----------------- | ----------------- | ----------------- | ------------------------ | ------------------------ |
| 82.07.01 | Morotai Selatan       | Daruba                   | 379,25       | 17.547                  | 28.579            | 78,7              | 104,8             | 25                       |                          |
| 82.07.02 | Morotai Selatan Barat | Wayabula                 | 557,12       | 11.078                  | 9.053             | 16,2              | 107,3             | 15                       |                          |
| 82.07.03 | Morotai Jaya          | Bere-Bere                | 519,85       | 7.067                   | 11.560            | 28,3              | 108,2             | 14                       |                          |
| 82.07.04 | Morotai Utara         | Sopi                     | 478,31       | 9.226                   | 9.588             | 21,4              | 111,0             | 14                       |                          |
| 82.07.05 | Morotai Timur         | Sangowo                  | 342,01       | 7.779                   | 10.846            | 29,9              | 106,0             | 15                       |                          |
| 82.07.06 | Pulau Rao             | Leo-Leo                  | 60,06        | …00                     | 4.810             | 80,1              | 107,9             | 5                        |                          |
| 82.07    | Pulau Morotai         | Pulau Morotai            | 2.337,15     | 52.697                  | 74.436            | 32,2              | 106,8             | 88                       |                          |

## Geschichte
Der Regierungsbezirk entstand am 26. November 2008 durch Ausgliederung aus dem Bezirk Halmahera Utara. Hierbei wurden von den 22 Kecamatan fünf an den neuen Bezirk abgegeben. Halmahera Utara büßte zugleich nahezu 40 % seiner Fläche (2.476 von 6372,9 km²) und fast 25 % seiner Bevölkerung (2007: 54.876 von 220.765) ein.
Im Jahr 2019 entstand der Distrikt (Kecamatan) Pulau Rao mit fünf Dörfern durch Abspaltung vom Distrikt Morotai Selatan Barat. Er umfasst die westlich gelegene Insel Rao mit einigen kleineren Inseln.

## Demographie
Zur Volkszählung im September 2020 (indonesisch Sensus Penduduk - SP2020) lebten im Regierungsbezirk Pulau Morotai 74.436 Menschen, davon 35.993 Frauen (48,35 %) und 38.443 Männer (51,65 %). Gegenüber dem letzten Census (2010) stieg der Frauenanteil um 0,98 %.
Mitte 2022 waren 62,18 % der Einwohner Moslems und 37,82 Prozent der Einwohner Christen (29.232 Protestanten / 385 Katholiken).
64,78 Prozent oder 50.727 Personen gehörten zur erwerbsfähigen Bevölkerung (15–64 Jahre); 30,86 % waren Kinder und 4,36 % im Rentenalter. Von der Gesamtbevölkerung waren Mitte 2022 51,42 (39,41) % ledig; 44,90 (55,99) % verheiratet; 0,55 (0,69) % geschieden und 3,14 (3,91) % verwitwet. Die geklammerten Kursivzahlen geben den Anteil bezogen auf die Bevölkerung über 10 Jahre an (62.789). Im Jahr 2020 war der HDI-Index mit 62,05 der zweitniedrigste der Provinz.